# 旋梯海螄螺
旋梯海螄螺（学名：Epitonium laxatoides）为海螄螺科海螄螺屬下的一个种。